# Satyrium aciculare
Satyrium aciculare är en orkidéart som beskrevs av Van der Niet och Phillip James Cribb. Satyrium aciculare ingår i släktet Satyrium och familjen orkidéer. Inga underarter finns listade i Catalogue of Life.